# Salzbach (Elbbach)
Der Salzbach ist ein Bach im rheinland-pfälzischen und dann hessischen Westerwald, der nach einem etwa südöstlichen Namenslauf von gut 9 km Länge beim Stadtteil Niederzeuzheim von Hadamar im Landkreis Limburg-Weilburg von rechts in den mittleren Elbbach mündet. Zusammen mit seinem linken Quellast ist er sogar rund 10,6 km lang.

## Geographie

### Verlauf
Der Salzbach entsteht durch den Zusammenfluss von zwei Quellästen. Der nur rund 0,3 km lange westliche entsteht auf einer Höhe von etwa 339 m ü. NHN südlich von Weltersburg, er wird von der amtlichen Gewässerkarte als Hauptast ausgewiesen, der mit etwa 1,5 km deutlich längere nordöstliche beginnt am Nordostrand von Girkenroth seinen Lauf auf etwa 408 m ü. NHN.
Nach der Vereinigung seiner Quelläste fließt der Salzbach in zunächst südlicher Richtung und erreicht dabei nach gut 400 Metern den Nordrand der Ortschaft Salz, die er dann teilweise verrohrt durchquert. Hiernach zieht er, immer wieder von kleinen Wiesengräben gespeist, durch eine Grünlandschaft, in deren unterem Teil zahlreiche Bäume sein Ufer säumen. Beim Mühlberg weichen die Wiesen den Bäumen des Strutwaldes und das Tal verengt sich sichtlich. Wenig weiter südlich fließt von rechts der Walmeroder Bach zu. Der Salzbach zwängt sich nun ostwärts durch ein enges, bewaldetes Tal, vorbei an der Ruine der Struthmühle und tritt nach etwa einem halben Kilometer nach seinem Richtungswechsel von Rheinland-Pfalz nach Hessen über.
Nun fließt er in Richtung Südosten, den Rand des Thalheimer Waldes zu seiner Rechten entlang. In diesem Bereich wurde vormals nach links ein etwa paralleler Mühlgraben abgezweigt, der früher der Schlaudermühle Wasser zuführte. Nach deren Passage lässt der Salzbach die Waldkante hinter sich und es fließt ihm in der Nähe des Birkenhofes von rechts der vom Südwesten kommende Molsberger Bach zu. Er durchzieht daraufhin etwas nördlich der Ortsmitte Thalheim, nimmt nördlich der Neuen Straße auf seiner linken Seite den vor Nordosten heranziehenden Dorndorfer Bach auf und – nach Unterqueren der Neue Straße nur etwa 60 Meter bachabwärts – den dazu fast gegenläufigen Seifenbach. Nach Verlassen der Ortschaft fließt der Salzbach zwischen dem Naturschutzgebiet Thalheimer Kiesgrube im Nordosten und der in einem Laubwäldchen stehende Neumühle im Südwesten hindurch und passiert den Salzbacher Hof, wobei er sich immer mehr nach Süden wendet. Die Ortschaft Niederzeuzheim umläuft er daraufhin im Südwesten, unterquert die Gleisanlagen der Oberwesterwaldbahn. Gleich darauf mündet er am Südrand des Dorfes und auf einer Höhe von etwa 143 m ü. NHN in den Elbbach.

### Zuflüsse
- Kleiner Graben (links), 0,4 km
- Walmeroder Bach (rechts), 2,6 km
- Molsberger Bach (rechts), 1,8 km
- Dorndorfer Bach (links), (mit Kieselbach) 4,3 km
- Seifenbach (rechts), 1,8 km

### Flusssystem Elbbach
- Fließgewässer im Flusssystem Elbbach

## Daten und Charakter
Der Salzbach ist ein grobmaterialreicher, silikatischer Mittelgebirgsbach. Sein Einzugsgebiet umfasst eine Fläche von 30,7 Quadratkilometern.